# Fantasmagoriana
Fantasmagoriana é uma antologia francesa de histórias de fantasmas alemãs, traduzida anonimamente por Jean-Baptiste Benoît Eyriès e publicada em 1812. A maioria das histórias vem dos dois primeiros volumes de Johann August Apel e Gespensterbuch de Friedrich Laun (1810–1811), com outras histórias de Johann Karl August Musäus e Heinrich Claren.
Foi lido por Lord Byron, Mary Shelley, Percy Bysshe Shelley, John William Polidori e Claire Clairmont na Villa Diodati em Cologny, Suíça, durante junho de 1816, o Ano Sem Verão, e os inspirou a escrever suas próprias histórias de fantasmas, incluindo "The Vampyre" (1819), e Frankenstein (1818), ambos os quais moldaram o gênero de terror gótico.

## Título
Fantasmagoriana leva o nome de Fantasmagorie de Étienne-Gaspard Robert, um show de phantasmagoria (francês: fantasmagoria, de fantasme, "fantasia" ou "alucinação", e possivelmente grego: αγορά, agorá, "assembleia" ou "reunião", com o sufixo -ia) do final da década de 1790 e início de 1800, usando projeção de lanterna mágica junto com ventriloquismo e outros efeitos para dar a impressão de fantasmas (francês: fantôme). É acrescentado o sufixo -iana, que "denota uma coleção de objetos ou informações relacionadas a um determinado indivíduo, assunto, ou lugar".
O subtítulo "Recueil d'histoires, d'apparitions, de spectres, revenans, fantômes, etc.; Traduit de l'allemand, par un Amateur" é traduzido como "antologia de histórias de aparições de espectros, redivivos, fantasmas, etc.; traduzida do alemão por um amador".
O livro e seu título inspiraram outros de diferentes autores, nomeados de forma semelhante: Spectriana (1817), Démoniana (1820) e Infernaliana (1822).

## Histórias
Eyriès escolheu uma seleção de oito histórias de fantasmas alemãs para traduzir para o público francês. A primeira história ("L'Amour Muet") foi das recontagens satíricas de contos folclóricos tradicionais de Volksmärchen der Deutschen (1786) de Johann Karl August Musäus. O próximo ("Portraits de Famille") foi de Johann August Apel, publicado pela primeira vez em Malven (1805) de Johann Friedrich Kind, mas reimpresso na antologia de Apel, Cicaden (1810). Dos seis contos restantes, cinco eram dos dois primeiros volumes do Gespensterbuch de Apel e Laun (1810–1811), e um ("La Chambre Grise") era do autor altamente popular Heinrich Clauren, que foi parodiado por Apel em um de suas histórias do Gespensterbuch ("Die schwarze Kammer", traduzido como "La Chambre Noire"). Fantasmagoriana foi parcialmente traduzido para o inglês em 1813, por Sarah Elizabeth Utterson como Tales of the Dead contendo as cinco primeiras histórias (ver lista, abaixo); portanto, três das cinco histórias do Gespensterbuch. Três edições em três países e línguas durante um período de três anos mostram que estas histórias de fantasmas eram muito populares.

### Lista de histórias
| Vol. | Fantasmagoriana            | Tradução literal       | Original alemão                          | Fonte alemã                        | Autor   |
| ---- | -------------------------- | ---------------------- | ---------------------------------------- | ---------------------------------- | ------- |
| 1    | "L'Amour muet"             | O Amor Mudo            | "Stumme Liebe"                           | Volksmärchen der Deutschen, vol. 4 | Musäus  |
| 1    | "Les Portraits de Famille" | Os Retratos de Família | "Die Bilder der Ahnen"                   | Cicaden, vol. 1                    | Apel    |
| 1    | "La Tête de Mort"          | A Cabeça da Morte      | "Der Todtenkopf"                         | Gespensterbuch, vol. 2             | Laun    |
| 2    | "La Morte Fiancée"         | A Noiva da Morte       | "Die Todtenbraut"                        | Gespensterbuch, vol. 2             | Laun    |
| 2    | "L'Heure fatale"           | A Hora Fatal           | "Die Verwandtschaft mit der Geisterwelt" | Gespensterbuch, vol. 1             | Laun    |
| 2    | "Le Revenant"              | O Redivivo             | "Der Geist des Verstorbenen"             | Gespensterbuch, vol. 1             | Laun    |
| 2    | "La Chambre grise"         | A Câmara Cinzenta      | "                                        | Der Freimüthige (jornal)           | Clauren |
| 2    | "La Chambre noire"         | A Câmara Negra         | "Die schwarze Kammer. Anekdote"          | Gespensterbuch, vol. 2             | Apel    |

## Recepção
Uma revisão de Fantasmagoriana de 1812 no Journal de l'Empire concluiu que "Para uma tradução do alemão isto não está muito mal escrito, nem muito mal contado". Friedrich Laun citou esta crítica em suas Memórias, atribuindo isso para Julien Louis Geoffroy, e também mencionou que possuía um exemplar de Fantasmagoriana.